# Georg Iggers
Georg Gerson Iggers (* 7. Dezember 1926 als Georg Gerson Igersheimer in Hamburg; † 26. November 2017 in Canterbury Woods, Amherst) war ein deutsch-amerikanischer Historiker. Iggers war Spezialist für die Geschichte der Geschichtsschreibung und Geschichtstheorie, insbesondere der deutschen Geschichtswissenschaft, des Historismus und der interkulturellen Historiographie.

## Leben und Wirken
Georg Gerson Igersheimer entstammte einem jüdischen Elternhaus, die Familie emigrierte 1938 in die Vereinigten Staaten, wo sie einen Namenswechsel vollzogen. Er studierte an den Universitäten Richmond (VA) und Chicago und engagierte sich politisch. Er wurde 1951 promoviert und lehrte von 1950 bis 1963 als Professor an afroamerikanischen Colleges in Little Rock und New Orleans, wobei er sich in der Bürgerrechtsbewegung gegen die Rassendiskriminierung engagierte. Von 1963 bis 1965 lehrte er an der Roosevelt University in Chicago und anschließend von 1965 bis 1997 an der State University of New York at Buffalo. Seit 1961 lebte er mit seiner Frau Wilma teilweise auch in Göttingen, von wo aus er enge Verbindungen zu Historikern aus der Bundesrepublik und der DDR knüpfen konnte, darunter Hans-Ulrich Wehler, Jürgen Kocka, Walter Markov und Hartmut Zwahr. Gastprofessuren nahm er an Universitäten in den USA, in Europa, Australien und China wahr. Im Jahr 1999 war er Gastprofessor der TU Darmstadt. Die Partnerschaft zwischen den Universitäten Buffalo und Darmstadt entwickelte sich aus den Kontakten zwischen dem Historiker Helmut Böhme, damals Präsident der Technischen Universität, und Iggers.
Internationale Aufmerksamkeit erregte Iggers’ 1968 veröffentlichtes Buch The German Conception of history. The national tradition of historical thought from Herder to the present (Deutsche Geschichtswissenschaft. Eine Kritik der traditionellen Geschichtsauffassung von Herder bis zur Gegenwart, zuerst 1971, zuletzt 1997). Es gilt als klassischer Text der Historismus-Kritik. Iggers wollte damit „eine Interpretation und kritische Analyse der theoretischen Voraussetzungen und politischen Wertvorstellungen der deutschen Historiker geben, die in der vorherrschenden nationalen Tradition der Historiographie von Wilhelm von Humboldt und Leopold von Ranke bis zu Friedrich Meinecke und Gerhard Ritter standen“. Er gelangte zum Fazit, „daß sich die Tradition des klassischen deutschen Historismus, die das Kernstück dieses Buchs bildet, aufgelöst hat und an die Stelle eines nationalen Konsenses ein Pluralismus an Vorstellungen getreten ist, wie man deutsche Geschichte zu sehen und zu schreiben hat“. Geschichtswissenschaft im 20. Jahrhundert und die Autobiographie des Ehepaares Iggers sind zuerst in deutscher Sprache veröffentlicht worden, die englischen Ausgaben und Übersetzungen in weitere Sprachen folgten einige Zeit danach. Iggers war seit 1994 einer der Herausgeber der Zeitschrift für Geschichtswissenschaft.
Im Jahr 2007 erhielt Iggers das Bundesverdienstkreuz 1. Klasse für seinen Beitrag zur Entwicklung der deutschen Geschichtswissenschaft und zur Vertiefung der deutsch-deutschen akademischen Kommunikation. Außerdem war er Träger des Forschungspreises der Alexander von Humboldt-Stiftung, Ehrendoktor der Universität Richmond (seit 2001) des Philander Smith College in Little Rock (seit 2002) und der Universität Darmstadt (seit 2006). Für seine Verdienste in der Zusammenarbeit mit der Universität Darmstadt erhielt Iggers 1988 die Erasmus-Kittler-Medaille.

## Schriften (Auswahl)
Autobiografie
- mit Wilma A. Iggers: Zwei Seiten der Geschichte. Lebensbericht aus unruhigen Zeiten. Vandenhoeck & Ruprecht, Göttingen 2002, ISBN 3-525-36265-X.
  - Englische Ausgabe: Two lives in uncertain times. Facing the challenges of the 20th century as scholars and citizens. Berghahn, New York / Oxford 2006, ISBN 1-84545-138-4.
- History and Social Action beyond National and Continental Borders. In: Andreas W. Daum, Hartmut Lehmann, James J. Sheehan (Hrsg.): The Second Generation. Émigrés from Nazi Germany as Historians. With a biobibliographical guide. Berghahn, New York 2016, ISBN 978-1-78238-985-9, S. 82–96.

Monographien
- The Cult of Authority. The Political Philosophy of the Saint-Simonians. A Chapter in the Intellectual History of Totalitarianism. Martinus Nijhoff, The Hague 1958, 2. Aufl. 1970.
- The German Conception of History. The National Tradition of Historical Thought from Herder to the Present. Wesleyan University Press, Middletown, Connecticut 1968.
  - Deutsche Ausgabe: Deutsche Geschichtswissenschaft. Eine Kritik der traditionellen Geschichtsauffassung von Herder bis zur Gegenwart. Übersetzt von Christian M. Barth. Deutscher Taschenbuch-Verlag, München 1971.
- New Directions in European Historiography. With a contribution by Norman Baker. Wesleyan University Press, Middletown, Connecticut 1975.
  - Deutsche Ausgabe: Neue Geschichtswissenschaft. Vom Historismus zur historischen Sozialwissenschaft. Ein internationaler Vergleich. Mit Beiträgen von Norman Baker und Michael Frisch. Deutscher Taschenbuch-Verlag, München 1978, ISBN 3-423-04308-3.
- Marxismus und Geschichtswissenschaft heute (= Sitzungsberichte der Leibniz-Sozietät. Band 8). Becker, Velten 1996, ISBN 3-89597-271-1.
- Geschichtswissenschaft im 20. Jahrhundert. Ein kritischer Überblick im internationalen Zusammenhang. Mit einem Nachwort. 2. Auflage. Vandenhoeck & Ruprecht, Göttingen 1996, ISBN 3-525-33587-3.
  - Englische Ausgabe: Historiography in the Twentieth Century. From Scientific Objectivity to the Postmodern Challenge. Wesleyan University Press, Hanover, NH u. a. 1997, ISBN 0-8195-5302-6.
- mit Q. Edward Wang und Supriya Mukherjee: A Global History of Modern Historiography. 2. Auflage. Routledge, New York 2017, ISBN 978-1-138-94227-1. Deutsche Ausgabe: Geschichtskulturen. Weltgeschichte der Historiografie von 1750 bis heute. Vandenhoeck & Ruprecht, Göttingen 2013, ISBN 978-3-525-30050-3.

Herausgeberschaften
- The Doctrine of Saint-Simon. An Exposition. First year, 1828–1829. Translated with notes and an introduction by Georg G. Iggers. Beacon Press, Boston u. a. 1958.
- mit Harold T. Parker: International handbook of Historical Studies. Contemporary Research and Theory. Methuen, London 1980, ISBN 0-416-73870-2.
- mit James M. Powell: Leopold von Ranke and the Shaping of the Historical Discipline. Syracuse University Press, Syracuse, N.Y. 1990, ISBN 0-8156-2469-7.
- Ein anderer historischer Blick. Beispiele ostdeutscher Sozialgeschichte. Fischer-Taschenbuch-Verlag, Frankfurt am Main 1991, ISBN 3-596-10834-9.
  - Englische Ausgabe: Marxist historiography in transformation. East German social history in the 1980s. Translated by Bruce Little. Berg, New York 1991, ISBN 0-85496-228-X.
- Die DDR-Geschichtswissenschaft als Forschungsproblem (= Historische Zeitschrift. Beiheft. Neue Folge, Band 27). Oldenbourg, München 1998, ISBN 3-486-64426-2 (Internationale Tagung über Geschichtswissenschaft in der DDR, Göttingen, 30. Mai bis 1. Juni 1996).
- mit Dieter Schott, Hanns H. Seidler, Michael Toyka-Seid: Hochschule – Geschichte – Stadt. Festschrift für Helmut Böhme. Wissenschaftliche Buchgesellschaft, Darmstadt 2004, ISBN 3-534-18616-8.
- mit Konrad von Moltke: Leopold von Ranke: The Theory and Practice of History. Routledge, New York 2011, ISBN 0-672-60920-7.
- mit Q. Edward Wang: Marxist Historiographies. A Global Perspective. Routledge, New York 2016, ISBN 978-0-415-72343-5.